# Monterosso Grana
Monterosso Grana (piemontesisch Montross, okzitanisch Bourgat) ist eine Gemeinde in der italienischen Provinz Cuneo (CN), Region Piemont.

## Lage und Einwohner
Monterosso Grana liegt rund 20 km westlich von der Provinzhauptstadt Cuneo entfernt im Valle Grana. Das Gemeindegebiet umfasst eine Fläche von 42,22 km² und hat 532 Einwohner (Stand 31. Dezember 2023). Zur Gemeinde zählen auch die Fraktionen (Frazioni) Frise, Armandi Ollasca, Colletto, Comba, Endrio, Gallo, Partia, Quagna, Russa, Santa Lucia, Serredellamendia und Villa San Pietro. Die beiden Hauptdörfer sind die Weiler San Pietro und Santa Lucia.
Monterosso Grana war Mitglied in der Comunità montana Valli Grana e Maira.
Die Nachbargemeinden sind Castelmagno, Demonte, Dronero, Montemale di Cuneo, Pradleves, Rittana, Valgrana und Valloriate.

## Geschichte

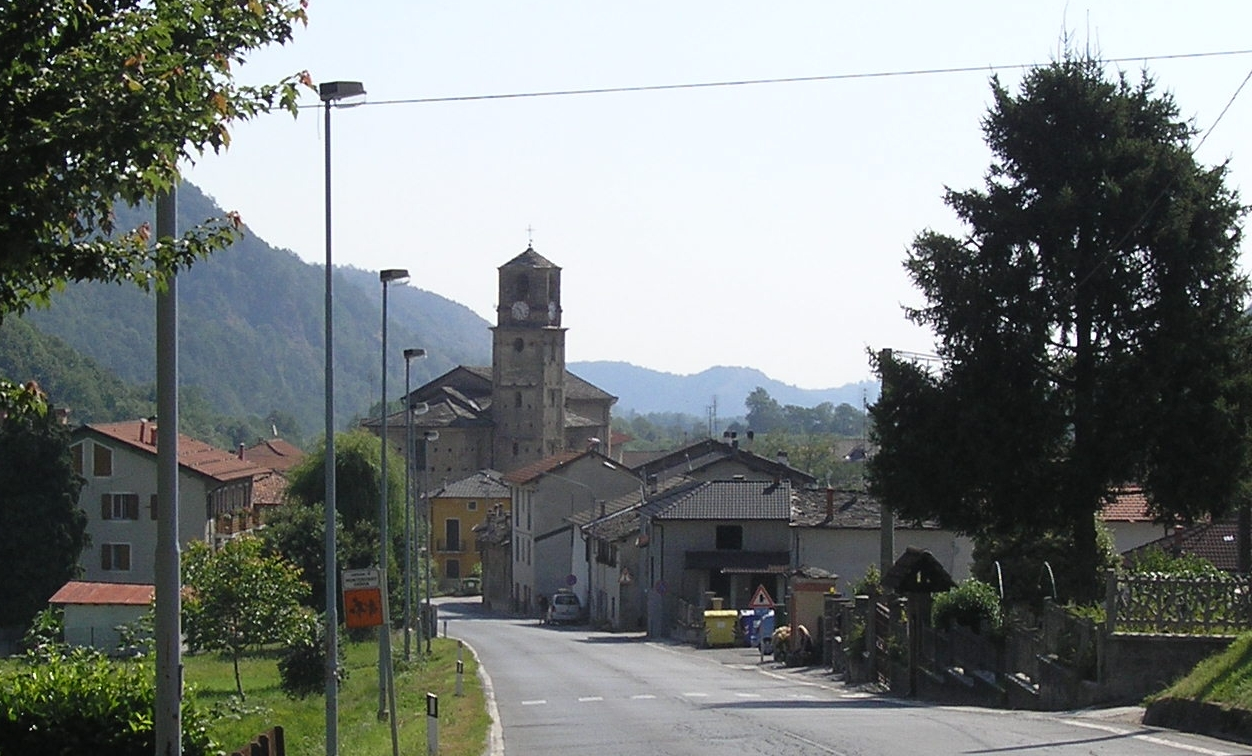
Monterosso Grana

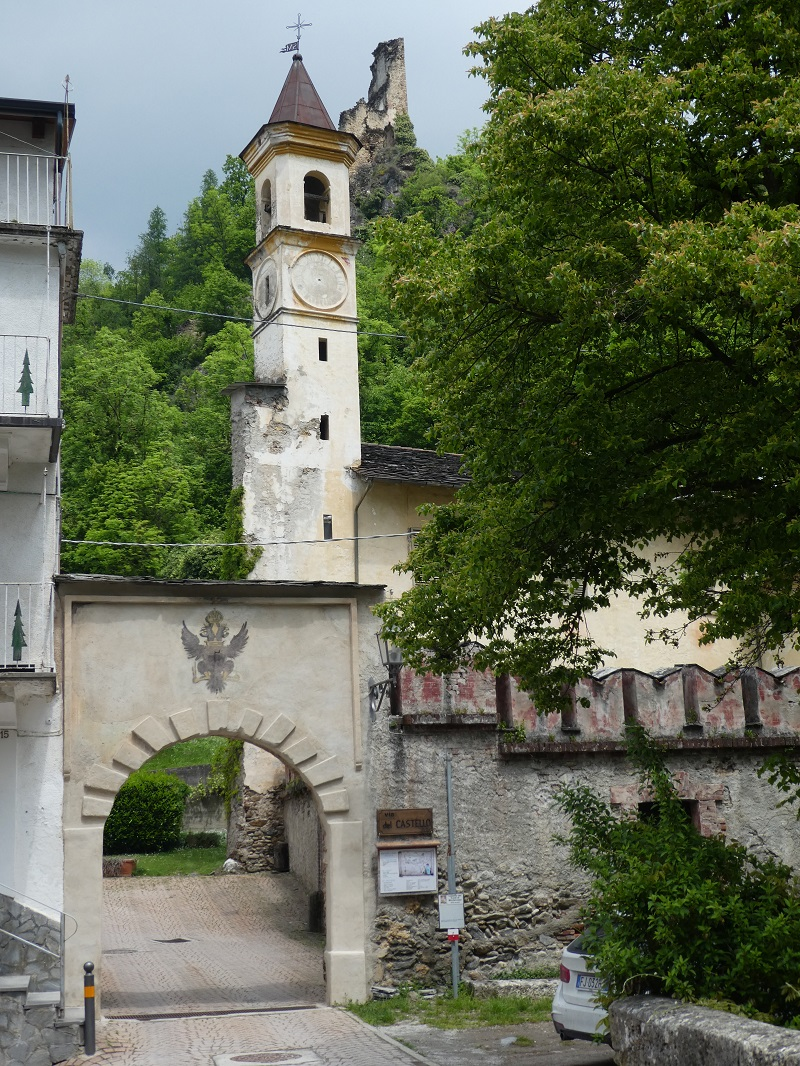
Die Burg

Der Ortsname leitet sich „von mons aurosus“ ab, also goldfarbener Berg oder windiger Berg. Obwohl das Dorf antiken Ursprungs ist, erscheint es in Dokumenten erst gegen Ende des 13. Jahrhunderts. Seine Geschichte ist eng mit der des Grana-Tals verbunden. Nach langen Kämpfen zwischen den Markgrafen von Saluzzo, Cuneo und der Anjou um den Besitz des Tals wurde es 1357 Teil des Lehens von Eustacchio di Saluzzo und ging dann an seine Nachkommen über. Nach der Auflösung des Markgrafentums von Saluzzo wurde es endgültig von der Familie Savoyen besetzt.
Aus historisch-architektonischer Sicht sind die Kapelle San Sebastiano, in deren Inneren sich bedeutende Fresken aus dem Jahr 1470 befinden und die Pfarrkirche San Giacomo Maggiore aus dem 13. Jahrhundert, die ein kleines Taufbecken im gotischen Stil beherbergt interessant. Ebenfalls das im 17. Jahrhundert erbaute Schloss und die Pfarrkirche im Weiler San Pietro mit einem wunderschönen Glockenturm im gotischen Stil aus dem 15. Jahrhundert und schließlich die Kirche im Weiler Santa Lucia, sind weitere historisch wertvolle Bauten.
In Santa Lucia ist ein Ethnografisches Museum zu besichtigen. Monterosso Grana ist eine von drei Gemeinden in der, der Castelmagno Käse hergestellt werden darf. Der Sentiero Sarvanot ist ein 4,3 km langer Rundwanderweg der mit Geschichten über Elfen und die Natur bestückt ist.

## Persönlichkeit
- Bernard Damiano (1926–2000), italienischer Maler, in Monterosso Grana geboren